# E805 (trasa europejska)
E805 – trasa europejska biegnąca przez Portugalię. Zaliczana do tras kategorii B droga łączy Bragę z Chaves. 

## Przebieg trasy
- Braga E1
- Chaves E801